# Cayratia acris
Cayratia acris es una especie de planta de la familia Vitaceae. Es originaria de Australia y Papúa Nueva Guinea.

## Descripción
Es una planta trepadora leñosa, suavemente pubescente; con zarcillos sobre todo de dos brazos, sin discos adhesivos. Las hojas son palmeadas compuestas; trifoliadas, con una amplia gama de ovados a elípticos, miden 4-14 cm de largo, y 10.2 cm de ancho, el ápice acuminado, la base cordada con hojuelas laterales a menudo asimétricas, los márgenes de la mayoría están crenados, ambas superficies mates y pubescentes; con pecíolo de 3-10 cm de largo. Las inflorescencias con  pedúnculos ligeramente más cortos que las hojas. Los pétalos de 2.5-3 mm de largo, son color verde. El fruto es globoso de 8.10 mm de diámetro.

## Distribución y hábitat
Crece en la selva subtropical y seca, al norte de Lismore en Nueva Gales del Sur, y en Queensland Australia.

## Taxonomía
Cayratia acris fue descrita por (F.Muell.) Domin y publicado en Repertorium Specierum Novarum Regni Vegetabilis 11: 264, en el año 1912.
sinonimia
- Vitis acris F.Muell. basónimo
- Cissus acris (F.Muell.) Planch.
- Cissus grandifolia Warb.[3]
- Cayratia grandifolia (Warb.) Merr. & L.M.Perry[4]